# 别良县
别良县，一译别凉县、边良县，是柬埔寨波萝勉省下辖的一个县。
据1998年人口普查，此县共有107,958人。